# Eufrasio López de Rojas
Eufrasio López de Rojas (Andújar, 1628 - Jaén, 1684) va ser un arquitecte espanyol.
Va néixer a una família de picapedrers, fou aprenent de Juan de Aranda Salazar a Jaén i es va casar amb María Martínez del Castillo, de família també de picapedrers.
Va ser nomenat mestre major de la Catedral de Granada l'any 1666, però romangué poc temps a aquest lloc, ja que va tornar a Jaén en ser nomenat també mestre major per a treballar a la seva Catedral. La façana d'aquest temple és l'obra per la qual és més conegut. L'any 1679 va executar el cor i la traça de la torre de l'església de Sant Joan Evangelista de Mancha Real. A Linares va realitzar la façana principal de l'església de Sant Francesc i a Baeza la portada de la parròquia de Sant Pau.
Va ser enterrat, segons va demanar al seu testament, al convent de les Carmelites Descalces de Jaén, al costat de l'altar de Sant Josep.